# Studence (Žalec)
Studence (Duits: Studenzen) is een plaats in Slovenië en maakt deel uit van de gemeente Žalec in de NUTS-3-regio Savinjska. De plaats telde 611 inwoners op 1 januari 2020.